# Lilla Blackesjön (Långareds socken, Västergötland)
Lilla Blackesjön är en sjö i Alingsås kommun i Västergötland och ingår i Göta älvs huvudavrinningsområde.